# Манастир Никоље Рудничко
Рудничко Никоље је женски манастир припада епархији Шумадијској Српске православне цркве, који се налази код Доње Шаторње, 12 километара од Тополе.

## Историја
Манастир је подигнут 1425. године. Њен ктитор био је властелин Никола Дорјеновић, верни слуга господина деспота (Стефана Лазаревића), како се потписао на ктиторском натпису уклесаном у надвратак улаза у нартекса.
Био је оштећен после првог налета Османлија средином XV века, обновљен је почетком XVII века, када је подигнута и исликана припрата на западу. Током XVIII и XIX века манастир Никоље је важан културни и политички центар у овом делу Србије. Спалио га је и опљачкао Сали-ага 1803. Монашки живот у њему је опустео у другој половини XIX века, тако да је манастирска црква после тога коришћена као парохијска, све до 1990. године, када је око цркве поново формирано монашко сестринство.
Радови на истраживању и конзервацији целокупне цркве, започети су 1979. године, а последњу обнову манастирска црква је доживела 1988. године. Данас се манастирска црква Светог Николе налази под заштитом републике Србије, као споменик културе од великог значаја
Манастирски конаци су оштећени маја 2014. године услед клизишта и обилних падавина.

## Старешина манастира
- Евдокија Недић, игуманија манастира (1990—тренутна).[4]

## Архитектура
Сама манастирска црква је грађевина релативно малих димензија и по својој основи, али и спољашњој обради одудара од тада доминантних цркава Моравског стила. Она има основу једнобродне грађевине са нартексом и наосом подељеним на три травеја различитих димензија. Над средњим од њих уздиже се осмострана купола чија је основа изведена системом пиластара, сводова, прислоњених лукова и наглашених пандантифа, а њена конструкција показује извесну неспретност градитеља. Приликом далеко касније обнове, изведене 1817. године, изграђена је, у поређењу са остатком цркве, огромна кула звонара. Спољашњост цркве је омалтерисана и не садржи никакве украсне елементе.

## Живопис
У цркви постоје три слоја живописа. Први потиче из XV века и сачуван је врло малој мери. Други слој је настао у првим деценијама XVII века и његови делови су видљиви у нартексу. Последњи слој је настао 1850. године и радили су га Живко Павловић Молер и Илија Стојићевић. Престоне иконе, дело су Риста Николића, који је био један од најбољих иконописаца у Србији из времена кнеза Милоша.